# Eufònia de barbeta blanca
L'eufònia de barbeta blanca (Euphonia chrysopasta) és un ocell de la família dels fringíl·lids (Fringillidae).

## Hàbitat i distribució
Habita la selva pluvial, boscos i vegetació secundària de les terres baixes del sud-est de Colòmbia, sud de Veneçuela i Surinam, cap al sud, a través de l'est de l'Equador i est del Perú fins al nord i l'est de Bolívia i Brasil amazònic.